# Monaragala (dystrykt)
Dystrykt Monaragala (tamil. மொணராகலை மாவட்டம், trl. Mŏṉarākalai Māvaṭṭam; syng. මොණරාගල දිස්ත්‍රික්කය, trl. Mŏṇarāgala distrikkaya) – jeden z 25 dystryktów Sri Lanki. Administracyjnie należy do Prowincji Uwa. Stolicą tego terytorium jest miasto Monaragala.

## Położenie
Dystrykt zlokalizowany jest w południowo-wschodniej części Sri Lanki. Dystrykt ten jest największy w Prowincji Uwa (drugim dystryktem tej prowincji jest Badulla). Obszar ten nie posiada dostępu do oceanu. Powierzchnia dystryktu wynosi 5 639km², co czyni go drugim pod względem wielkości dystryktem w kraju.

## Ludność
Jednostkę tę według spisu ludności z 2012 roku zamieszkuje 448 194, co czyniłoby dystrykt Monaragala dziewiętnastym najbardziej zaludnionym na Sri Lance.
Struktura narodowościowa:
1.Syngalezi - 423 972 (94,6%)

2.Lankijscy Tamilowie - 9 783 (2,2%)

3.Maurowie - 9 552 (2,1%) 

4.Indyjscy Tamilowie - 4 590 (1,0%)

5.Burgher - 109 (0,0%)

6.Malajowie -  46 (0,0%)

7.Ceṭṭi - 10 (0,0%)

8.Bharatha - 1 (0,0%)

9.Pozostali - 79 (0,0%)